# Cantone di Morée
Il Cantone di Morée era una divisione amministrativa dell'arrondissement di Vendôme.
È stato soppresso a seguito della riforma complessiva dei cantoni del 2014, che è entrata in vigore con le elezioni dipartimentali del 2015.
Comprendeva i comuni di:
- Brévainville
- Busloup
- Danzé
- Fréteval
- Lignières
- Lisle
- Morée
- Pezou
- Rahart
- Saint-Firmin-des-Prés
- Saint-Hilaire-la-Gravelle
- Saint-Jean-Froidmentel
- La Ville-aux-Clercs